# Dominus Flevit

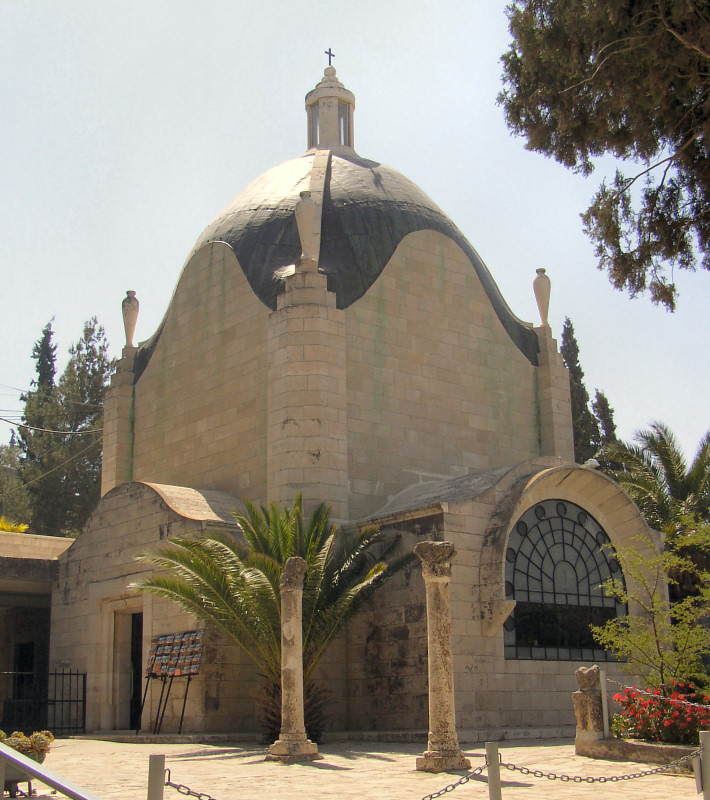
Dominus Flevit, de huidige kerk uit 1955

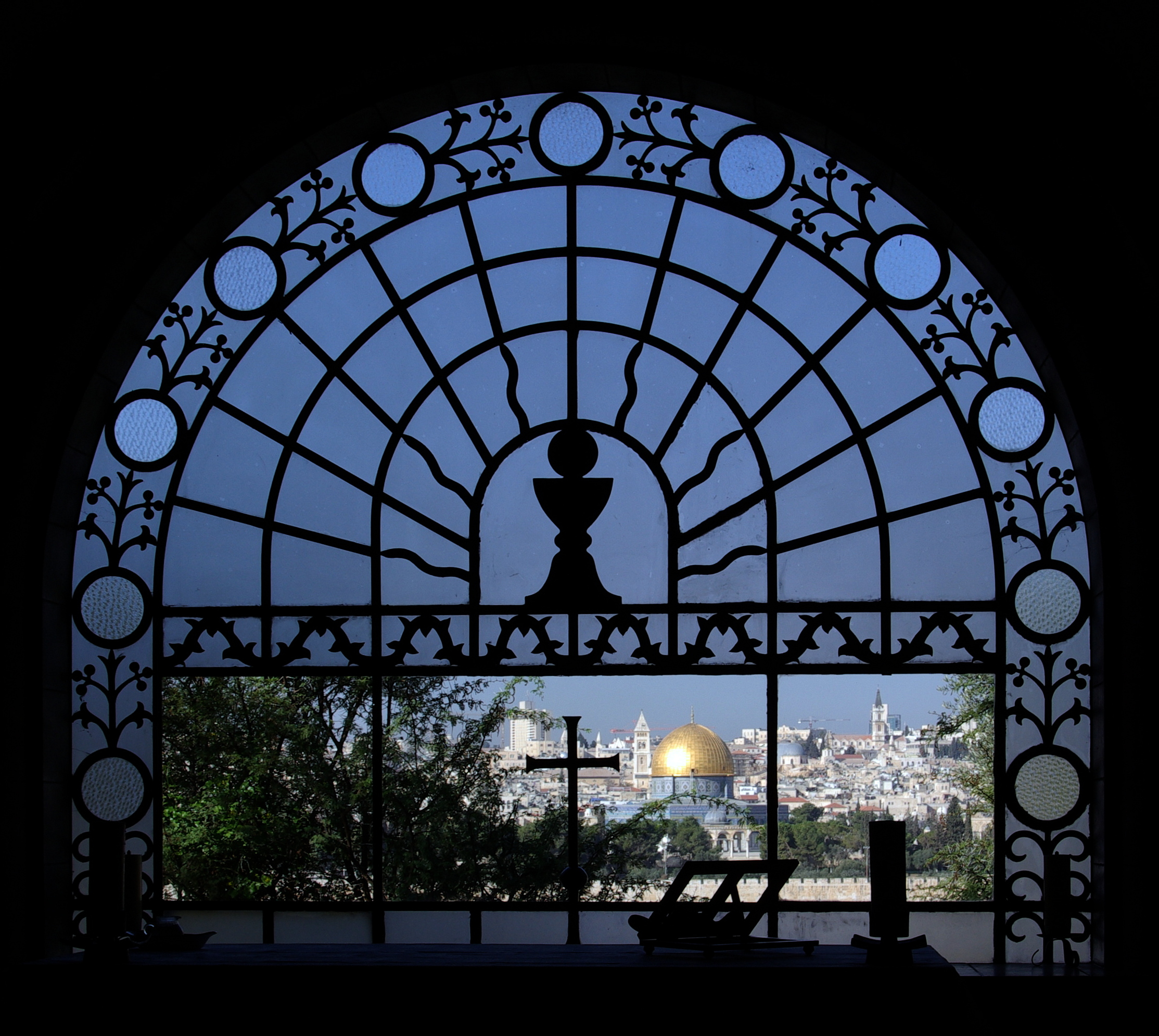
Zicht op Jeruzalem door het raam van de Dominus Flevit kerk

Dominus Flevit (Latijn: "De heer weende") is volgens overlevering de plaats op de Olijfberg in Jeruzalem waar Jezus, voorafgaande aan intocht in Jeruzalem, de stad aanschouwde en huilde over het lot van de stad zoals hij dat voorzag. (Lucas 19, vers 37-42).

## Bebouwing
Op deze plaats werden door de eeuwen heen meerdere malen heiligdommen gebouwd. De eerste kerk dateert uit de tijd van de kruisvaarders. Nadat dezen het heilige land verlieten, bouwden de Ottomanen er in de 16e eeuw een moskee of school. Later bouwden de Franciscanen er in de 19e eeuw een kapel. Op een ander gedeelte van het huidige terrein, dat in de 19e eeuw verworven werd door de Benedictinessen, maar later werd verkocht aan de Franciscanen, bouwden de Franciscanen in 1955 de huidige kerk.
Alvorens de huidige kerk te bouwen, vonden de Franciscanen bij opgravingen een graftombe uit de bronstijd en een necropolis, die tussen 136 v. Chr. en 300 n. Chr. in gebruik was geweest. Ook werden de resten van een Byzantijns klooster uit de 5e eeuw gevonden. Een gedeelte van de mozaïekvloer van dit klooster is terug te vinden in de huidige kerk die in 1955 op deze plaats werd gebouwd, naar een ontwerp van de Italiaanse architect Antonio Barluzzi. De kerk heeft de vorm van een traan en op de hoeken staan kruiken in de vorm van een traan (naar Psalm 56, vers 9).